# Mounes-Prohencoux
Mounes-Prohencoux település Franciaországban, Aveyron megyében. Lakosainak száma 193 fő (2022. január 1.). Mounes-Prohencoux Belmont-sur-Rance, Camarès, Montlaur, Murasson és Peux-et-Couffouleux községekkel határos.

## Népesség
A település népessége az elmúlt években az alábbi módon változott:
| Lakosok száma | 344  | 243  | 233  | 197  | 183  | 188  | 182  | 185  | 186  | 193  |
|               | 1968 | 1982 | 1990 | 2006 | 2013 | 2015 | 2017 | 2019 | 2020 | 2022 |